# Star Trek Online

Logo de Star Trek Online.

Star Trek Online és un joc de rol massiu basat en l'univers Star Trek que està en producció per part de Cryptic Studios, després de substituir Perpetual Entertainment com a desenvolupadora el gener del 2008.

## Desenvolupament
Cryptic Studios anuncià oficialment el desenvolupament de Star Trek Online el 28 de juliol del 2008, després de la fi d'un compte enrere en la seva pàgina web i el llançament del lloc oficial del joc. Jack Emmert, el productor del joc, va redactar una carta detallant alguns aspectes de la visió de Cryptic del joc.
Anteriorment, el 15 de gener del 2008, Warcry Network informà que Perpetual Entertainment, l'anterior estudi a càrrec del joc, havia deixat de treballar-hi. La llicència i altres actius van ser transferits a un altre estudi de la Badia de San Francisco. Inicialment, no es va facilitar el nom del nou estudi al càrrec, però nombroses conclusions apuntaven cap Cryptic Studios, responsable del joc de rol massiu de superherois City of Heroes.

## Conferència a Las Vegas
El 10 d'agost del 2008, va tenir lloc una conferència a l'hotel Hilton de Las Vegas. Leonard Nimoy i el líder de Cryptic Studios revelar el primer tràiler del joc, en el qual apareixien diverses naus de la Federació i Klingon combatent entre elles, naus Borg, i un abordatge Klingon al pont de comandament d'una nau de la Federació. Malgrat no indicar una data concreta per a la sortida del joc, es va afirmar que tindria lloc en un termini màxim de tres anys.

## Plataformes
Cryptic ha anunciat que hi haurà una versió per a Windows, i possiblement una versió per a Xbox 360 i/o PlayStation 3, tal com figura en els FAQ StarTrekOnline.com. Durant la conferència a Las Vegas, Cryptic anuncià que no hi haurà versions per a Linux i Mac OS el dia de sortida, encara que no descarten la possibilitat d'un llançament en el futur.